# Idotea gurjanovae
Idotea gurjanovae is een pissebed uit de familie Idoteidae. De wetenschappelijke naam van de soort is voor het eerst geldig gepubliceerd in 1974 door Kussakin.